# 永安按当铺旧址
永安按当铺旧址，位于中国广东省江门市江门市连平路，为江门市的一个市、县级文物保护单位，类型为近现代重要史迹及代表性建筑，公布时间为2000年。
永安按当铺旧址的历史年代为民国。